# Impatiens phlyctidoceras
Impatiens phlyctidoceras là một loài thực vật có hoa trong họ Bóng nước. Loài này được Bullock mô tả khoa học đầu tiên năm 1932.